# 鈴木基紀
鈴木 基紀（すずき もとき、1955年9月29日 - ）は建築家。北海道旭川市生まれ、苫小牧市勇払原野育ち。
苫小牧市立勇払小学校で教諭笠原紀久恵から教えを受ける。
函館ラ・サール高等学校（今野敏、のむらしんぼらと同期）、早稲田大学理工学部建築学科を1979年に卒業（大塚聡、高橋真、葭内博史らと同期）。
在学中、ラーメン屋台を描きデザインコンペに入賞。卒業後、ヨーロッパ・北アフリカを放浪後、建築家・鈴木恂（吉阪隆正の系譜を引く建築家）に6年間師事する。鈴木恂のアトリエでGAギャラリー、桂離宮作図、二川幸夫邸などを担当。
独立後の代表作としてIZVI（静岡県伊豆市姫の湯）、UMI（鹿児島県喜界島）など。

## 受賞
- 1978年 - 第13回セントラル硝子国際設計競技入賞
- 1996年 - 熊本県アートポリスデザインコンペティション入賞

## 著作
- 作家の家 2010年 平凡社（共著）
- 茨木のり子の家 2010年 平凡社（共著）
- 作家のすまい 2013年 平凡社（共著）

## 記事掲載誌
- 新建築 1978年9月号
- 建築知識 1986年2月号
- オリンパス広報誌 1993年5月号
- 住宅建築 1994年2月号
- 住宅建築 1995年4月号
- 住まいの設計 1995年春号
- 住宅建築 1999年8月号
- ビズ 1999年12月号
- 室内 2000年6月号
- 住宅建築 2000年7月号
- 写真集 2001年11月発行
- 建築設計資料 2001年12月発刊
- 朝日新聞（東京版） 2002年6月25日
- 新建築 2002年9月号
- 室内 2003年7月号
- 日経アーキ 2003年11月号
- クラブ辰 2005年9月号
- 旭ガラス 2005年12月号
- 茨木のり子の家 2010年 平凡社
- 鎌倉の西洋館 2011年 平凡社
- Inax Report 2011年夏号
- 文學界 2013年11月号 文藝春秋